# Sofa Surfers
Sofa Surfers est un groupe autrichien qui joue un mélange de rock et de musique électronique avec des airs de trip hop, de dub et d'acid jazz. Ils ont aussi composé des musiques de films.

## Membres
Le groupe est composé des membres suivants :
- Wolfgang Schlögl
- Markus Kienzl
- Wolfgang Frisch
- Michael Holzgruber
- Emmanuel "Mani" Obeya (chant)
- Timo Novotny (Vidéo-jockey)

## Discographie
- 1996 : Malmö (vinyl)
- 1997 : Transit
- 1999 : Cargo
- 2000 : Constructions: Remixed & Dubbed
- 2000 : Kömm, Susser Tod: Soundtrack
- 2002 : Encounters
- 2004 : See the Light (réédition Encounters)
- 2005 : Sofa Surfers
- 2010 : Blindside
- 2012 : Superluminal
- 2015 : Das ewige Leben: Original Motion Picture Soundtrack
- 2015 : Scrambles, Anthems and Odysseys